# Campeonato Paulista de Futebol Feminino Sub-17 de 2020
O Campeonato Paulista Feminino Sub-17 de 2020 foi a quarta edição deste evento esportivo, um torneio estadual de futebol feminino organizado pela Federação Paulista de Futebol (FPF).
A edição em questão foi impactada pela pandemia de COVID-19, resultando em modificações significativas em sua estrutura. O torneio foi reconfigurado para abranger três fases distintas e contou com a participação de um total de seis clubes. Esta competição ocorreu entre 18 de novembro e 9 de dezembro. O início do torneio foi marcado por confrontos entre os participantes em partidas de ida, uma fase inicial crucial para determinar os melhores times. Das equipes envolvidas, apenas as quatro mais bem-sucedidas avançaram para as semifinais. Tanto as semifinais quanto a final foram realizadas em partidas de ida.
O título da edição foi conquistado pelo Santos, que venceu a decisão contra a Ferroviária no estádio Cândido de Barros. Este triunfo marcou o primeiro título na história do clube da Baixada Santista neste torneio.

## Antecedentes
Em 22 de fevereiro de 2017, a FPF organizou um congresso técnico que estabeleceu a criação do torneio. No mesmo dia, a entidade divulgou o regulamento da primeira edição. e emitiu um comunicado declarando que o campeonato tinha como objetivo principal "fomentar o futebol feminino, atraindo mais praticantes para a modalidade e gerando novos talentos para o futuro do esporte no Brasil". Notavelmente, este foi o primeiro campeonato de base de futebol feminino no Brasil. Posteriormente, outras competições semelhantes surgiram, como o Campeonato Brasileiro Sub-16 e Sub-18.
O São Paulo se destacou ao conquistar os três primeiros títulos disputados. O primeiro título do clube foi conquistado com uma equipe de atletas com menos de quinze anos, em parceria com o Centro Olímpico e sob o comando de Thiago Viana. Elas derrotaram o São José na decisão. Os dois títulos subsequentes foram conquistados contra Audax e Santos.

## Formato e participantes
"É um campeonato muito importante para as atletas. Grandes jogadoras saíram dele para seleções, clubes, jogando no profissional. (O torneio) É fundamental para que a gente continue formando atletas, já que, hoje em dia, ele é o mais importante para isso. Mesmo tendo algumas mudanças no formato, não dá para não ter a disputa. Muitas atletas estão no último ano de base, então precisam aproveitar esse momento."

Ana Lorena em entrevista para a Federação Paulista de Futebol.
No início do ano de 2020, a FPF anunciou a concepção do Campeonato Paulista Sub-15, acompanhado da divulgação de seu regulamento e da tabela de jogos. No entanto, devido à pandemia de COVID-19, que causou a suspensão das atividades esportivas no estado, a continuidade das competições ficou em estado de incerteza.
Seis meses depois, a entidade confirmou a realização do Campeonato Paulista Sub-17, embora tenha introduzido significativas alterações em sua estrutura, e ressaltou a relevância dessa competição para o desenvolvimento e formação de jovens atletas. Simultaneamente, comunicou o cancelamento do torneio Sub-15.
No dia 27 de outubro, ocorreu uma reunião de conselho técnico por meio de videoconferência, na qual foram definidos os participantes, o regulamento e as datas de início e término do torneio. Nesse momento, a FPF também anunciou que todas as partidas seriam transmitidas pela plataforma MyCujoo, ampliando a visibilidade da competição.MyCujoo. A entidade também disponibilizou trinta testes semanais gratuitos para todos os clubes participantes.
O regulamento da competição foi organizado em três fases distintas. Na primeira, os clube se enfrentaram em jogos de turno único, e os quatro melhores colocados avançaram para as semifinais. Nas semifinais, foram formados dois confrontos eliminatórios de acordo com o cruzamento olímpico, e os vencedores desses jogos se qualificaram para a decisão, que ocorreu em partida única.
| Equipe          | Cidade     | Participações | Títulos               |
| --------------- | ---------- | ------------- | --------------------- |
| Audax           | Osasco     | 3             | —                     |
| Caldeirão       | Piracicaba | 1             | —                     |
| Centro Olímpico | São Paulo  | 3             | —                     |
| Ferroviária     | Araraquara | 3             | —                     |
| Santos          | Santos     | 3             | —                     |
| São Paulo       | São Paulo  | 3             | 3 (2017, 2018 e 2019) |

## Primeira fase
No dia 18 de novembro, o torneio teve seu início com um confronto entre Audax e São Paulo, que ocorreu no estádio Marcelo Portugal Gouvêa, localizado em Cotia. O São Paulo, porém, enfrentou desfalques significativos devido à convocação de algumas de suas atletas para a seleção de sua categoria. Como resultado, a equipe paulistana foi derrotada com relativa facilidade pelo seu adversário. Na mesma rodada inicial, as equipes Centro Olímpico e Santos também obtiveram vitórias em seus respectivos confrontos.
Entretanto, a Ferroviária conseguiu se recuperar do revés inicial e conquistou vitórias nos quatro jogos subsequentes, encerrando a fase de grupos na primeira posição. Além da Ferroviária, as equipes do Santos, São Paulo e Audax garantiram suas vagas para as fases seguintes. Já as duas últimas posições na tabela foram ocupadas pelas equipes do Centro Olímpico e do Caldeirão, que acabaram sendo desqualificadas.

## Fases finais
No dia 5 de dezembro, as semifinais do campeonato tiveram início com o confronto entre Audax e Ferroviária, que ocorreu em um jogo disputado na cidade de Araraquara. Nessa partida, a equipe mandante, ou seja, a Ferroviária, obteve uma vitória convincente. No dia seguinte, em outro embate decisivo, o Santos saiu vitorioso ao triunfar sobre seu rival, o São Paulo.
Finalmente, no dia 9 de dezembro, o Santos conquistou o título do torneio ao vencer a Ferroviária por um placar mínimo na decisão, que ocorreu no estádio Cândido de Barros.
|  | Semifinais                    | Semifinais |   |  | Final                         | Final |  |
|  |                               |            |   |  |                               |       |  |
|  | Cândido de Barros, Araraquara |            |   |  |                               |       |  |
|  | Ferroviária                   | 3          |   |  |                               |       |  |
|  | Audax                         | 0          |   |  |                               |       |  |
|  |                               |            |   |  |                               |       |  |
|  |                               |            |   |  | Cândido de Barros, Araraquara |       |  |
|  |                               |            |   |  | Ferroviária                   | 0     |  |
|  |                               | Santos     | 1 |  |                               |       |  |
|  |                               |            |   |  |                               |       |  |
|  |                               |            |   |  |                               |       |  |
|  |                               |            |   |  |                               |       |  |
|  | Urbano Caldeira, Santos       |            |   |  |                               |       |  |
|  | Santos                        | 2          |   |  |                               |       |  |
|  | São Paulo                     | 1          |   |  |                               |       |  |

- As equipes que estão na parte superior do confronto possuem o mando de campo e em negrito as equipes classificadas.

### Gerais
- «Tabela do Campeonato Paulista Feminino Sub-17 de 2021». Futebol Interior. Consultado em 16 de novembro de 2022. Cópia arquivada em 16 de novembro de 2022
- «Regulamento do Campeonato Paulista Feminino Sub-17 de 2020» (PDF). Federação Paulista de Futebol. Consultado em 5 de setembro de 2023. Cópia arquivada (PDF) em 5 de setembro de 2023

### Específicas
1. ↑  «Santos supera a Ferroviária e conquista título inédito em Araraquara». Federação Paulista de Futebol. 9 de dezembro de 2020. Consultado em 2 de janeiro de 2021. Cópia arquivada em 2 de janeiro de 2021
2. 1 2 3  «Federação Paulista cria campeonato estadual feminino sub-17». GloboEsporte.com. 23 de fevereiro de 2017. Consultado em 1 de setembro de 2018. Cópia arquivada em 2 de setembro de 2018
3. ↑  «FPF anuncia criação de Campeonato Paulista feminino sub-17». Gazeta Esportiva. 23 de fevereiro de 2017. Consultado em 1 de setembro de 2018. Cópia arquivada em 2 de setembro de 2018
4. ↑  Adalberto Leister Filho (24 de fevereiro de 2017). «FPF faz Paulista feminino sub-17 pela primeira vez». Máquina do Esporte. Consultado em 1 de setembro de 2018. Arquivado do original em 26 de fevereiro de 2017
5. ↑  «Ferroviária vence na estreia do Brasileiro Feminino Sub-16». Revista Comércio, Indústria e Agronegócio. 8 de dezembro de 2019. Consultado em 30 de agosto de 2020. Cópia arquivada em 17 de janeiro de 2020
6. ↑  Fernanda Silva (15 de janeiro de 2019). «CBF amplia calendário do feminino e cria competição de base». Olimpíada Todo Dia. Consultado em 30 de agosto de 2020. Cópia arquivada em 30 de agosto de 2020
7. ↑  Raoni David (18 de junho de 2017). «São José vence por 1 a 0, mas São Paulo segura pressão e fica com o título». Federação Paulista de Futebol. Consultado em 3 de outubro de 2020. Cópia arquivada em 3 de outubro de 2020
8. ↑  Ana Luiza Rosa (2 de dezembro de 2018). «São Paulo é bicampeão Paulista Feminino Sub-17». São Paulo. Consultado em 3 de outubro de 2020. Cópia arquivada em 20 de fevereiro de 2020
9. ↑  «Com 'drible Ronaldinho', São Paulo é tricampeão paulista feminino sub-17». Lance!. 1 de dezembro de 2019. Consultado em 30 de agosto de 2020. Cópia arquivada em 30 de agosto de 2020
10. 1 2  «FPF confirma a realização do Paulista Feminino Sub-17 em 2020». Federação Paulista de Futebol. 23 de setembro de 2020. Consultado em 14 de novembro de 2020. Cópia arquivada em 5 de outubro de 2020
11. 1 2  Martín Fernandez (31 de março de 2020). «Futuro do futebol paulista segue indefinido, e FPF tem lista longa de torneios que não começaram». GloboEsporte.com. Consultado em 14 de novembro de 2020. Cópia arquivada em 27 de maio de 2020
12. ↑  «REGULAMENTO ESPECÍFICO DO CAMPEONATO PAULISTA DE FUTEBOL FEMININO - SUB15 - 2020» (PDF). Federação Paulista de Futebol. Consultado em 14 de novembro de 2020. Cópia arquivada (PDF) em 14 de novembro de 2020
13. 1 2  «Conselho Técnico - Campeonato Paulista Feminino Sub-17». Federação Paulista de Futebol. 27 de outubro de 2020. Consultado em 14 de novembro de 2020. Cópia arquivada em 1 de novembro de 2020
14. ↑  «CAMPEONATO PAULISTA DE FUTEBOL FEMININO SUB17 - 2020» (PDF). Federação Paulista de Futebol. Consultado em 14 de novembro de 2020. Cópia arquivada (PDF) em 14 de novembro de 2020
15. ↑  «Com todos os jogos transmitidos, torneio tem tabela de jogos definida». Federação Paulista de Futebol. 5 de novembro de 2020. Consultado em 14 de novembro de 2020. Cópia arquivada em 6 de novembro de 2020
16. ↑  Renata Lutfi (17 de novembro de 2020). «Sub-17 estreia no Paulista Feminino sonhando com o tetracampeonato». São Paulo Futebol Clube. Consultado em 3 de dezembro de 2020. Cópia arquivada em 3 de dezembro de 2020
17. 1 2  «Osasco Audax, Centro Olímpico e Santos estreiam com vitória». Federação Paulista de Futebol. 18 de novembro de 2020. Consultado em 3 de dezembro de 2020. Cópia arquivada em 3 de dezembro de 2020
18. 1 2 3  «Santos e São Paulo vencem e conquistam últimas vagas». Federação Paulista de Futebol. 2 de dezembro de 2020. Consultado em 3 de dezembro de 2020. Cópia arquivada em 3 de dezembro de 2020
19. ↑  «Ferroviária vence Osasco Audax e garante vaga na final». Federação Paulista de Futebol. 5 de dezembro de 2020. Consultado em 29 de julho de 2022. Cópia arquivada em 29 de julho de 2022
20. ↑  «Santos vence o clássico diante do São Paulo e está na final». Federação Paulista de Futebol. 6 de dezembro de 2020. Consultado em 29 de julho de 2022. Cópia arquivada em 29 de julho de 2022
21. ↑  «Santos supera a Ferroviária e conquista título inédito em Araraquara». Federação Paulista de Futebol. 9 de dezembro de 2020. Consultado em 2 de janeiro de 2021. Cópia arquivada em 2 de janeiro de 2021